# ビール瓶

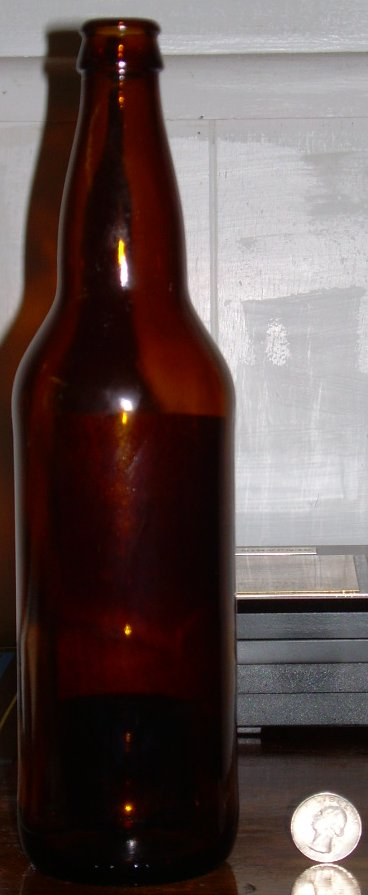
典型的なビール瓶の例

ビール瓶（ビールびん）は、ビールの包装容器となる瓶である。

## 概要
素材は主にガラスが用いられる。酸化による品質劣化を軽減するため、茶色や黒色に着色したものが多く、緑色に着色したもの、無色透明、陶器製も用いられる。茶色や緑色のガラスは酸化を促進する波長の透過を減ずる効果を有するが、冷暗所の保管が推奨される。コロナビールなど無色瓶を用いる商品は、酸化成分を除去したホップエキスを用いるものも見られる。
1970年代以降は冷却や運搬に便利なアルミ缶が増加しており、近年は缶内壁を合成樹脂で被覆して「缶臭さ」を消したものなども見られるが、瓶の需要は強い。クラフトビールは小瓶のみを一般向け販売する銘柄が多いが、酸化防止のため小売り商品は缶のみを用いる醸造者もある。
2004年にアサヒビールがペットボトルでビールの発売を発表したが、環境影響を考慮して発売を中止した。ワインはペットボトル商品が普及した後も、ビールはペットボトルを用いていない。

## 容量
日本は1940年に酒税法で、ビールの生産量に応じて課税するビール税と出荷量に応じて課税する物品税を、ビールの出荷量に応じて課税するビール税を新設して一本化した。当時ビール大瓶の容量は最大643 ml、最小633 mlで、容量の少ない633 ml瓶を規格とすれば容量の大きい瓶も使用可能であることから、1944年にビール大瓶の容量を633 ml、小瓶は334 mlと定めた。
500 mlを超える大容量のビール瓶が流通している国はごく少数で、現在の国産ビールは500 mlの中瓶、スタイニーボトル、334 mlの小瓶などが流通する。

## 再利用
日本の大手メーカーが取り扱うビール瓶の多くはデポジット制のリターナブル瓶で、回収後に洗浄され再利用される。再利用期間はおおむね8 - 10年ほどで、使用に耐えられなくなったリターナブル瓶は、使用済みのワンウェイ瓶と同様にカレットに加工され、茶色瓶の原料として利用される。
同容量で数種類の瓶が流通し、大瓶はアサヒビール、サッポロビール、サントリー各社が相互に共同利用している。キリンビールは、ラベル上部に黄文字でカタカナ社名とキリンマークを印し、頚部のくびれがなだらかな独自仕様の瓶を用い、ビールメーカとして唯一「富田製壜工場」を1938年から2002年8月まで山口県周南市に有して自社供給したが、現在は独自の瓶仕様を外部の製壜メーカーから供給する。
おもに沖縄県内で流通するオリオンビール瓶などは個別回収ルートで再利用される。キリンハートランドビール、サントリー小瓶、アサヒスタイニーボトル、アサヒスーパードライなど専用瓶もリターナブル扱いのものがある。
日本では液体商品を満たした場合に正しい量となるよう法令の規格に従って製造された透明または半透明のガラス製容器を「特殊容器」といい、これらのリターナブル瓶のビール瓶も特殊容器とされている。
結婚式場やホテルなど慶事を催す事業体へ、新品の瓶で配送する事例も見られる。クラフトビールはほとんどがワンウェイ瓶である。

## 運搬

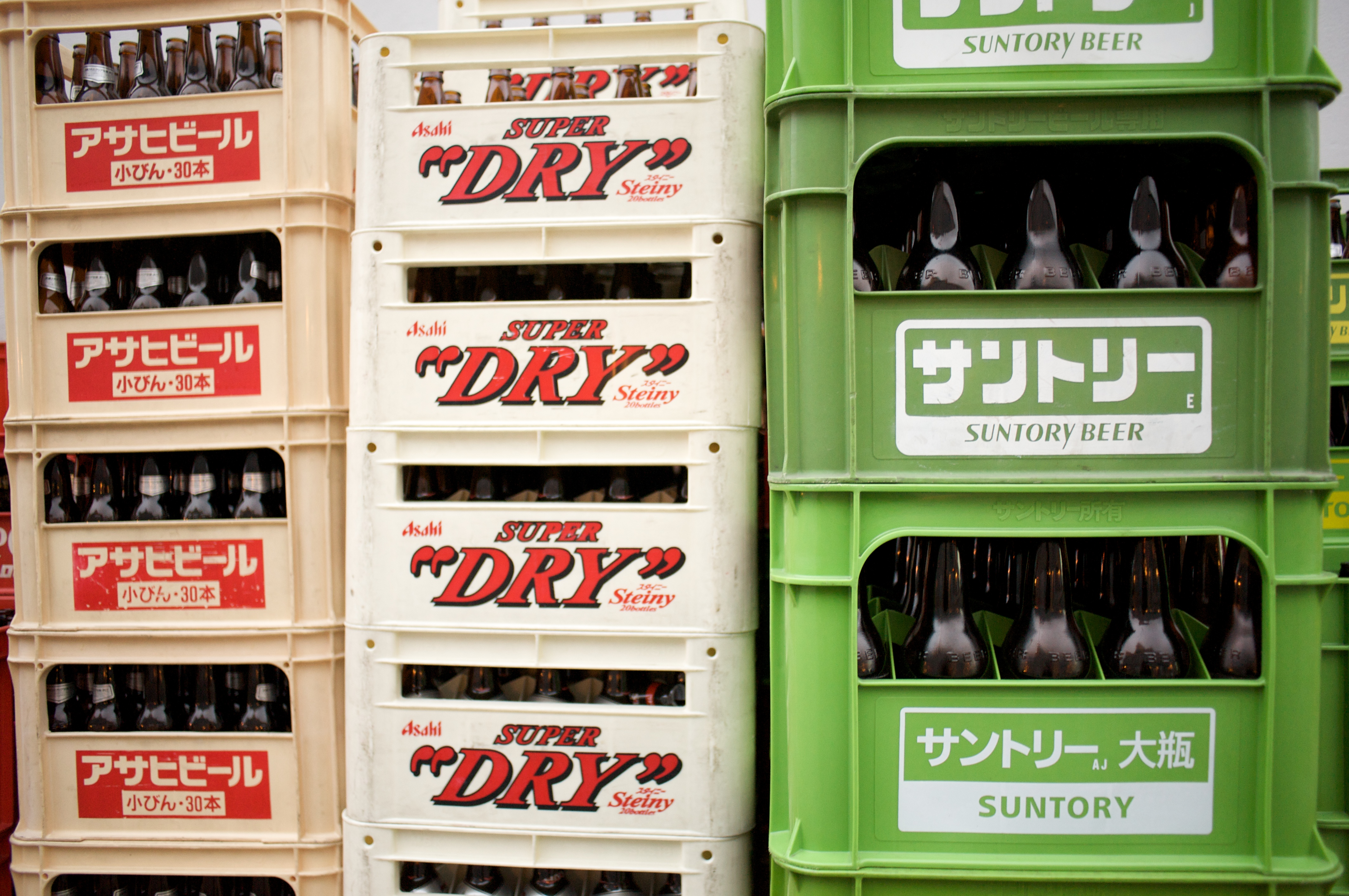
高さは異なるが、大きさが統一されたビールケース。(左)、アサヒ小瓶用。(中)、アサヒドライ用。(右)、サントリー大瓶用。
(場所不明、2009年4月24日撮影)

運搬には、製造所から顧客までの流通に用いる専用のビールケースや、店内や宴席などで数本程度を運ぶ際に運び溜などを用いる。
かつては縦横の長さを揃えた木製通函を用いたが、劣化による破損もあり、大きさを統一して段積み可能な各社共通のプラスチック製通函を昭和40年代に採用する。現在まで大手4社は色調を下記定めている。
- アサヒ＝クリーム色地に赤色文字。
- キリン＝黄色地に赤色文字、年代や成型メーカーにより朱色文字もある。
- サッポロ＝赤色地に白色文字。
- サントリー＝緑色地に白色文字、年代や成型メーカーにより黄色文字もある。

## 応用
相撲の土俵作成時に盛土を叩き固める用具として利用される。
映画やプロレスなどの乱闘シーン、コントやドラマなど、ビール瓶で殴る様子がよく見られるが、ガラス製ではなく、割れやすい飴ガラスやロジンなどの樹脂でできたものである。
実物のビール瓶は一般の瓶より厚く重く強度が高く、人の殴打は極めて危険で、傷害事件などの犯行で凶器として用いられる事例もある。2007年に時津風部屋力士暴行死事件で凶器となった。1992年にケルン大学の法医学者らは「Skull Injuries Caused by Blows With Glass Bottles」で、殴打よりも、割れたガラス瓶が鋭利な刃物として頭部に生じた裂傷から出血で死亡例が多かったとしている。
スイスのベルン大学で、未開栓のビール瓶と空のビール瓶で危険性を比較検証したが、いずれも人間の頭蓋骨を叩き潰す威力があることが実験で証明された。研究チームは2009年のイグノーベル賞平和賞を受賞した。